# Новосильцов, Антон Васильевич
Анто́н Васи́льевич Новосильцов (17 марта 1850 — 9 марта 1923) — генерал от кавалерии, командир 4-го армейского корпуса.

## Биография
Из старинного дворянского рода. Сын Василия Александровича Новосильцова ((30.08.1823—1892).
Получил домашнее образование. В 1867 году поступил вольноопределяющимся в лейб-гвардии Конный полк, через год выдержал офицерский экзамен и был произведен в корнеты.
Чины: поручик (1872), штабс-ротмистр (1873), ротмистр (1878), полковник (1885), генерал-майор (за отличие, 1895), генерал-лейтенант (за отличие, 1904), генерал от кавалерии (за отличие, 1910).
Командовал эскадроном лейб-гвардии Конного полка (1886—1893). В 1892 году в чине полковника сопровождал великую княгиню Александру Петровну в заграничном путешествии, исполняя должность гофмаршала. Затем командовал 1-м лейб-драгунским Московским полком (1893—1895), лейб-гвардии Казачьим полком (1895—1899) и 3-й бригадой 1-й гвардейской кавалерийской дивизии (1899—1904).
В 1904—1908 годах был начальником сводной кавалерийской дивизии. В 1908 году был назначен командиром 4-го армейского корпуса, а 2 февраля 1914 был отчислен от корпуса с назначением генерал-адъютантом.
Во время Гражданской войны служил во ВСЮР. Летом 1920 находился на Мальте.
В эмиграции в Югославии. Умер в 1923 году в Белграде. Был дважды женат.

## Семья
Первая жена — Надежда Ивановна Лихачёва, двоюродная сестры княгини О. В. Палей. В браке имели троих сыновей — Юрия (1878—1931), Владимира (1880—1921) и Антона (ум. 1908), и дочь Тамару (1881—1939), фрейлину двора, её брак с П. П. Родзянко закончился скандальным разводом.
Вторая жена — Надежда Ильинична Денисова (1866—1926)

## Награды
- Орден Святого Станислава 3-й ст. (1873)
- Орден Святой Анны 3-й ст. (1879)
- Орден Святого Станислава 2-й ст. (1883)
- Орден Святой Анны 2-й ст. (1887)
- Орден Святого Владимира 4-й ст. (1890)
- Орден Святого Владимира 3-й ст. (1902)
- Орден Святого Станислава 1-й ст. (1898)
- Орден Святой Анны 1-й ст. (1902)
- Орден Святого Владимира 2-й ст. (1906)
- Орден Белого Орла (1912)
- Высочайшая благодарность (ВП 06.05.1915)
- Орден Святого Александра Невского (ВП 6.12.1916)

Иностранные:
- греческий орден Спасителя, командорский крест (1893)
- черногорский орден Князя Даниила I 2-й ст. (1895)